# Myť (Ždírec)
Myť (německy Schlag) je vesnice, část obce Ždírec v okrese Plzeň-jih v Plzeňském kraji. Nachází se asi půl kilometru východně od Ždírce. Je zde evidováno 69 adres. V roce 2011 zde trvale žilo 149 obyvatel.
Myť leží v katastrálních územích Žďár u Blovic o výměře 3,2 km² a Ždírec u Blovic o výměře 4,04 km².

## Historie
První písemná zmínka o vesnici pochází z roku 1789.

## Obyvatelstvo
| Rok            | 1869 | 1880 | 1890 | 1900 | 1910 | 1921 | 1930 | 1950 | 1961 | 1970 | 1980 | 1991 | 2001 | 2011 | 2021 |
| -------------- | ---- | ---- | ---- | ---- | ---- | ---- | ---- | ---- | ---- | ---- | ---- | ---- | ---- | ---- | ---- |
| Počet obyvatel | 151  | 139  | 118  | 118  | 133  | 127  | 168  | 167  | 174  | 171  | 164  | 143  | 146  | 149  | 145  |
| Počet domů     | 22   | 22   | 22   | 24   | 21   | 23   | 35   | 43   | 43   | 50   | 48   | 59   | 65   | 69   | 70   |